# NGC 5964
NGC 5964 is een balkspiraalstelsel in het sterrenbeeld Slang. Het hemelobject werd op 24 april 1830 ontdekt door de Britse astronoom John Herschel.

## Synoniemen
- IC 4551
- IRAS 15351+0608
- UGC 9935
- ZWG 50.47
- MCG 1-40-8
- KARA 691
- PGC 55637